# کایانزا، بوروندی
کایانزا (به سواحیلی: Kayanza) شهری در استان کایانزا واقع در کشور بوروندی است که در سال ۱۹۹۰ میلادی ۶٫۸۸۱ نفر جمعیت داشته و جمعیت آن در سال ۲۰۰۵ میلادی به ۱۹٫۴۴۳ نفر رسیده‌است. این شهر به تولید چای معروف است.